# Heja Roland!
Heja Roland! er en svensk komediefilm fra 1966 skrevet og instrueret af Bo Widerberg. I hovedrollerne ses blandt andre Thommy Berggren, Mona Malm, Ulf Palme og Holger Löwenadler.

## Handling
Den unge Roland har desperat behov for penge og derfor tager han et job på et reklamebureau. Han ender i en afdeling, der reklamerer for kosmetik og får til opgave at lave markedsundersøgelser af et nyt middel mod bumser.

## Medvirkende (i udvalg)
- Thommy Berggren som Roland Jung
- Mona Malm som Hanna Jung
- Holger Löwenadler som Waldemar Vassén
- Ingvar Kjellson som Skog
- Carl Billqvist som Svensson
- Lars Göran Carlson som Mortell
- Ulf Palme som Ö.J.
- Lars Amble som Sture Lennert
- Eddie Axberg som Sten Hansson